# Trentemøller
Anders Trentemøller (Selandia, 16 de octubre de 1974) es un DJ y compositor danés de música electrónica, radicado en la ciudad de Copenhague.

## Carrera musical
Es conocido por sus trabajos con artistas de la talla de Röyksopp, The Knife, Mikael Simpson, Henrik Vibskov, entre otros. Debutó junto con DJ TOM (DJ Tom Von Rosen).
En 2006, lanzó su álbum debut The Last Resort, en el que incluye un cambio en el estilo musical, en comparación con sus sencillos lanzados anteriormente, donde incursiona en un sonido orientado al chillout y al ambient.
Su Essential Mix fue votado Essential Mix of the Year en 2006 por parte de los oyentes de la BBC Radio 1.
En 2008, Trentemøller inició una gira musical titulada: 'Trentemøller Live in Concert’. Trentemøller y su banda (Henrik Vibskov en la batería y Mikael Simpson en guitarra y bajo) interpreta las canciones incluidas en The Last Resort en vivo, con imágenes proporcionadas por el director de videos Karim Ghahwagi.
En ese mismo año, fue el encargado de componer la banda sonora para la película danesa Det Som Ingen Ved.
En 2010, lanza su segundo álbum de estudio "Into the Great Wide Yonder" por su sello propio In My Room. Se destacan los sencillos "Sycamore Feeling" y "Silver Surfer, Ghost Rider Go!!!". Las progresiones de acordes originales y la posibilidad de poder disfrutar de las melodías es fundamental para él, y eso por eso también la razón por la cual la mayoría de los instrumentos son interpretados por el propio Trentemøller en este álbum.
En 2011, se encargó de la producción del álbum debut del dúo danés de indie Darkness Falls, titulado "Alive In Us".

## Discografía

### Álbumes
- 2006: The Last Resort
- 2010: Into the Great Wide Yonder
- 2013: Lost
- 2016: Fixion
- 2019: Obverse
- 2022: Memoria
- 2024: Dreamweaver

### Álbum en vivo
- 2013: Live in Copenhagen

### Compilaciones
- 2007: The Trentemøller Chronicles
- 2009: Harbour Boat Trips - 01: Copenhagen by Trentemøller
- 2010: The Trigbag Chronicles
- 2011: LateNightTales
- 2011: Reworked/Remixed (In My Room)
- 2014: Early Worx
- 2018: Harbour Boat Trips Vol. 02: Copenhagen by Trentemøller

### EP
- 2003: Trentemøller EP
- 2006: Nam Nam E.P.
- 2008: Live in Concert E.P. - Roskilde Festival 2007
- 2008: Remixed
- 2009: Rauta EP

### Sencillos
- 2004: Beta Boy (Out Of Orbit)
- 2004: Physical Fraction (Audiomatique)
- 2005: Polar Shift (Audiomatique)
- 2005: Kink (3rd Floor)
- 2005: Serenetti (Tic Tac Toe)
- 2006: Rykketid (Audiomatique)
- 2005: Sunstroke (Poker Flat)
- 2006: Always Something Better (Poker Flat)
- 2006: African People (Nam Nam)
- 2007: Moan (Poker Flat)
- 2007: Take Me Into Your Skin (Nudisco Edit) (Poker Flat)
- 2007: An Evening with Bobi Bros
- 2008: Miss You (Audiomatique)
- 2008: Vamp / Miss You Remixes (Poker Flat)
- 2010: Sycamore Feeling (In My Room)
- 2010: ...Even Though You're With Another Girl (In My Room)
- 2010: Silver Surfer, Ghost Rider Go!!! (In My Room)
- 2011: Shades of Marble (In My Room)
- 2012: My Dreams (In My Room)
- 2013: Never Stop Running (In My Room)
- 2013: Candy Tongue (In My Room)
- 2013: Gravity (In My Room)
- 2014: Deceive (In My Room)
- 2016: River in Me (In My Room)
- 2016: Redefine (In My Room)
- 2016: Complicated (In My Room)
- 2017: One Eye Open (In My Room)
- 2017: Hands Down (In My Room)
- 2017: On a Cold Christmas Night (In My Room)
- 2018: Transformer Man (In My Room)
- 2019: Sleeper (hfn)
- 2019: In the Garden (hfn)
- 2019: Try a Little (hfn)

### Remixes
2012:
- The Drums – Days
- Darkness Falls – Timeline

2011:
- The Dø – Too Insistent
- The Darkness Falls – The Void
- UNKLE – The Answer
- Efterklang – Raincoats
- Sleep Party People – The Dwarf And The Horse
- M83 – Midnight City
- GusGus – Take Me Baby
- Giana Factory – Dirty Snow

2010:
- Chimes and Bells – The Mole
- Mew – Beach
- Lars And The Hands Of Light – Me Me Me

2009:
- Visti & Meyland – Yes Maam (All Nite Long)
- Franz Ferdinand – No You Girls
- Depeche Mode – Wrong
- Chris Isaak – Dubbed Out Games
- The Raveonettes – She's Lost Control (Trentemoller Edit)

2008:
- Kasper Bjørke – Doesn't Matter
- Modeselektor – The White Flash
- Lulu Rouge – Bless You
- The Raveonettes – Lust
- The Raveonettes – Aly Walk With Me
- Booka Shade – Outskirts

2007:
- Kira Skov - Religious Young
- JaConfetti – Hold Nu Kay
- Tomboy – Flamingo
- Trentemøller feat. Ane Trolle – Moan
- Supermode – Tell me why

2006:
- Delerium Feat. Sarah McLachlan – Silence (Trentemoller 2006 Remix)
- Djosos Krost – Chaptor One
- Jokke Ilsoe – Feeling Good
- Moby – Go
- Trentemøller feat. Richard Davis – Always Something Better

2005:
- The Knife – We Share Our Mothers' Health
- Röyksopp – What Else Is There?
- Mathias Schaffhauser – Coincidance
- Aphex Twin – Windowlicker
- Fred Everything & 20 for 7 – Friday
- Vernis – Bubble Bath
- Varano – Dead End Street
- Pet Shop Boys – Sodom
- Sharon Phillips – Want 2/Need 2
- Unai – Oh You and I
- Martinez – Shadowboxing

2004:
- Yoshimoto – Du What U Du
- Andy Caldwell – Give a Little
- Pashka – Island Breeze
- The Rhythm Slaves – The Light You Will See
- Aya – Uptown

2003:
- Djuma Soundsystem – Les Djinns (original de Atilla Engin)[5][6][7]
- Filur – You & I
- B & B International – Decorated With Ornaments
- Malou – I Wish
- Laid Back – Beautiful Day

1999:
- ETA – Ayia Napa